# Emo Marconi
Emo Marconi (Verona, 2 gennaio 1917 – Negrar, 10 marzo 1997) è stato uno scrittore, studioso del teatro ed antifascista italiano.

## Biografia
Emo Marconi nacque a Verona il 2 gennaio 1917, e più precisamente alle Colombine di San Michele Extra, un quartiere della periferia scaligera. Compì gli studi a Verona, laureandosi, poi, alla facoltà di Matematica e Fisica presso l'università di Padova.
Fu in gioventù attivo nella vita del paese, partecipando, come gran parte dei suoi coetanei, agli allestimenti teatrali della parrocchia.
Giovane laureato iniziò l'insegnamento a Treviso e poi presso la scuola dei Padri Stimmatini. Nel 1940 venne chiamato dall'esercito e, dopo l'addestramento presso la scuola allievi ufficiali del Genio di Pavia, arruolato con il grado di sottotenente nel IV Reggimento Genio.
Dopo un primo periodo di servizio prestato a Bolzano fu trasferito a Verona, quale Aiutante Maggiore del Deposito Reggimentale che si trovava allora nella caserma di San Zeno.
Egli rimase nel ricordo di molti suoi commilitoni, soldati e graduati, per l'umanità e la capacità di agevolarli, grazie anche alla sua posizione, nei difficili momenti della guerra.

### Attività nella resistenza
L'8 settembre del 1943, nel momento di disgregazione dell'Esercito Italiano, abbandonò la divisa aggregandosi alla Resistenza militando nelle file del movimento Giustizia e Libertà, con cui era già da qualche tempo in contatto.
Catturato patì il carcere al Corridoni, nella zona di Porta Vescovo, dove era presente una sala adibita a spettacoli teatrali e cinematografici e dove Nicola Furlotti, capo della polizia veronese, stabilì il quartier generale delle Brigate nere dopo l'armistizio. Successivamente Marconi fu portato agli Scalzi dove divise le celle con Norberto Bobbio e numerosi altri esponenti della Resistenza Veronese.
Ebbe per sorte vicini di cella anche Galeazzo Ciano e gli altri gerarchi poi fucilati al Tiro a Segno Nazionale, vicino a Forte San Procolo. Fortuitamente rilasciato si diede subito alla clandestinità trovando rifugio presso il Parroco di Mambrotta di San Martino Buon Albergo, Don Soliman. In quelle campagne rimase clandestino fino all'arrivo delle truppe alleate, ma sempre in contatto con le forze della Resistenza Veronese, collaborando anche alla liberazione dagli Scalzi di Giovanni Roveda. 

### Il dopoguerra
Il 1 maggio 1945, con Renzo Zorzi e Guido Gonella firmò il primo numero di Verona Libera quotidiano del CLN che in quei giorni sostituì il tradizionale L'Arena.
Nei primi anni della ritrovata libertà s'impegnò attivamente nella vita politica veronese arrivando ad essere eletto Consigliere comunale.
Suo principale interesse stava divenendo il teatro. Fu infatti nominato commissario prefettizio  per la ricostruzione dell'Ente Lirico dell'Arena di Verona, contribuendo ad organizzare le prime rappresentazioni dopo l'interruzione del periodo bellico. Fu proprio in una di queste opere liriche Areniane che debuttò l'allora giovane cantante Maria Callas.
Fu anche uno degli artefici della nascita dell'«Estate Teatrale Veronese» e della riscoperta del Teatro Romano come luogo ideale per le rappresentazioni teatrali.

### Trasferimento a Milano
Nei primi anni Cinquanta Emo Marconi si trasferì a Milano, dove coniugò la sua principale attività d'insegnante con il suo interesse per il teatro.
Nel 1954 iniziò il suo forte sodalizio con Mario Apollonio, intellettuale cattolico bresciano e docente all'Università Cattolica, che fu con Grassi e Strehler tra i fondatori del Piccolo Teatro di Milano. In questo periodo ottenne, presso la sede della Cittadella di Assisi, il primo premio per una pièce teatrale di carattere religioso “Iuxta Crucem"; premio che ricevette dalla mani dell'allora Patriarca di Venezia Angelo Roncalli.
Ad Emo Marconi ed Apollonio si deve inoltre la nascita della rivista “Drammaturgia”, edita dalla Morcelliana di Brescia, periodico teatrale che iniziò lo studio e la discussione della possibile rottura della tradizionale divisione tra palcoscenico e platea.
Contribuì in seguito, a Venezia, alla creazione del Centro internazionale delle arti e del costume, organizzando a palazzo Grassi numerose mostre, convegni e rappresentazioni. Tra queste vi è “La via della seta”, opera di successo scritta e diretta da Marconi e rappresentata a Palazzo Grassi con il contributo di artisti, cantanti e danzatori indiani ed orientali.
Scrisse numerosi testi e sceneggiature teatrali che, a partire dagli anni Sessanta, vennero messe in scena a Milano ed in altre città con discreto successo. Si ricordano tra le altre il dramma medievale “La Bocca Tonda" e la commedia “Adriano Zacarias”.
La sua visione del teatrale lo spinse verso forme di spettacolo sperimentali che, attraverso una rivisitazione delle sacre rappresentazioni medioevali rompessero la barriera tra palcoscenico e pubblico. Fu così aperto il “Teatro delle ore” in cui furono messe in scena numerose opere sperimentali sempre basate sul coinvolgimento tra attori e pubblico.
Grande risalto e concorso di pubblico ebbe una Sacra rappresentazione pasquale da lui organizzata che ebbe luogo a Milano al velodromo Vigorelli alla presenza del Cardinale Montini, futuro Papa Paolo VI.

### L'insegnamento universitario
Il suo profondo interesse per il teatro, il suo studio, i suoi scritti lo portarono a prestigiose docenze quali quella presso il Centro delle Comunicazioni Sociali di Bergamo e poi alla Scuola Superiore di Giornalismo della Cattolica di Milano.
La sua attività di studioso e di scrittore culminò con la libera docenza in Storia del teatro e dello spettacolo presso l'Università Cattolica di Milano.
In quegli anni pubblicò numerosi libri di storia e dottrina teatrale, tra cui “Spazio e Linguaggio”, ed altri di Drammaturgia ed Animazione teatrale per le scuole medie e superiori. All'Animazione teatrale dedicò molto interesse ed impegno organizzando e partecipando a numerosi convegni e lezioni in vari sedi ed università italiane.
Insegnò poi per molti anni a Brescia alla facoltà di magistero dell'Università Cattolica, Storia del Teatro e Tecnica dell'informazione. In quest'ambito diede vita, con l'aiuto dì studenti e assistenti ad esperienze teatrali ed alla fondazione del Centro Universitario Teatrale (C.U.T.) "La Stanza" e di cui fu direttore artistico fino al 1988.
Questo gruppo di studenti /attori ottenne notorietà sotto la sua guida, tanto da essere invitato, tra l'altro, al Convegno Internazionale dei Teatri Universitari che si svolse nel 1983 a Lublino in Polonia.
Il più importante risultato di quella esperienza è il gruppo teatrale "Scena Sintetica" costituito dai suoi allievi e amici, che ancora anima la vita culturale della città di Brescia.
Questo gruppo di amici e discepoli ha costituito, alla sua morte, una Associazione denominata “Centro studi Emo Marconi” con sede a Brescia presso il Teatro di “S.Desiderio”.

### Ritorno a Verona
Al termine della sua lunga carriera ritornato a Verona, ancora una volta si interessò attivamente di teatro, facendo parte negli anni '90 della Commissione dell'“Estate Teatrale Veronese”.
Continuò fino alla fine a scrivere di teatro sia dal punto di vista della teoria che della rappresentazione scenica.
Emo Marconi è morto a Negrar di Verona il 10 marzo 1997.

## Scritti
- Dottrina e tecnica del teatro, La scuola, Brescia, 1995
- Spazio e Linguaggio, IPL Istituto di propaganda libraria, Milano, 1990